# Zwanzigerrufen

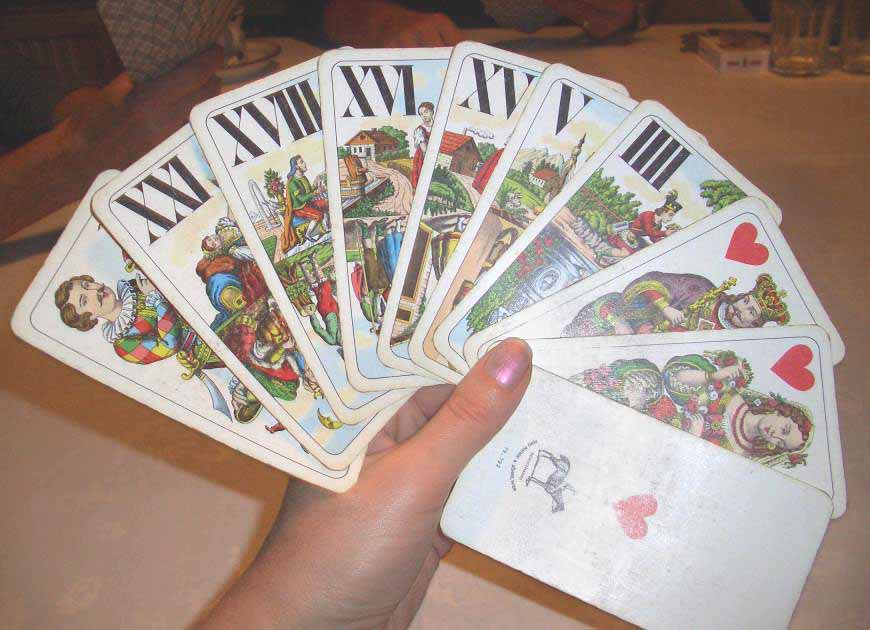
Hand im Zwanzigerrufen

Zwanzigerrufen ist das in vielen Regionen des östlichen Österreich vorherrschende Stichkartenspiel aus der Tarock-Familie. Es ist von den Regeln her einfacher als das in Österreich geographisch weiter verbreitete Königrufen. Wie bei Tarockspielen üblich, haben die Karten verschiedene Punktwerte – primäres Ziel in einem einzelnen Spiel ist das Gewinnen der Punktemehrheit.

## Die Karten
Zwanzigerrufen wird mit 40 Karten gespielt, die den bei Königrufen 54 verwendeten Karten entnommen werden. Die Spielkarten bestehen aus jeweils 20 Tarock und Farbkarten. 
Die Tarockkarten sind mit römischen Zahlen nummeriert von I bis XXI, hinzu kommt der nicht mit einer Zahl gekennzeichnete Sküs (Gstieß). Tarock II und III werden jedoch bei Zwanzigerrufen entfernt. Die Tarockkarten zählen jeweils 1 Punkt, nur die Trull-Karten I (Pagat), XXI (Mond) und Sküs zählen jeweils 5. 
Bei den Farbkarten kommen König (5 Punkte), Dame (4), Cavall/Reiter (3), Bube (2) sowie eine sogenannte Glatze pro Farbe ins Set. Als Glatzen werden üblicherweise bei Pik und Treff die Farbkarte „10“ sowie bei Herz und Karo die Farbkarte „Ass“ verwendet, diese zählen jeweils 0 Punkte. Man kann auch andere Karten als Glatzen verwenden – Herz und Karo 4 haben den Vorteil, leichter erkennbar zu sein.
Beim Zählen am Ende des Spiels werden die Werte der gewonnenen Karten (Stiche) einfach addiert, eine Drittelung der Punkte oder Abziehen/Hinzuaddieren von Punkten pro Stich wie beim Königrufen findet nicht statt. Der Gesamtwert aller Karten beträgt 88, für den Sieg muss eine Partei bzw. Spieler mehr als die Hälfte des Gesamtwerts erzielen, also 45 Punkte.

## Das Spiel
Nach dem Mischen der Karten durch den Geber hebt der rechts vom Geber sitzende Spieler (der Heber) vom Stapel ab, danach erhält jeder Spieler in zwei Runden jeweils 5 Karten, beginnend mit dem links vom Geber sitzenden Vorhandspieler. Es gibt keinen Talon. Der Heber kann, anstatt abzuheben, auch Klopfen – in diesem Fall legt der Geber 4 Stapel zu jeweils 10 Karten auf den Tisch. Die Spieler können dann, beginnend mit der Vorhand, jeweils einen Stapel auswählen.
Nachdem alle Spieler ihre Karten aufgenommen haben, beginnt die Vorhand mit der Ansage. Für ein normales Spiel (siehe unten) ruft sie „den Zwanziger“ (in Wien auch: der Oide genannt), also die Tarock XX. Der Spieler, der die XX in der Hand hält, wird damit zum Partner der Vorhand. Hat die Vorhand selber die XX, kann sie die XIX (vulgo Gartenzaun) rufen, hat sie auch diese, die XVIII und so weiter bis zur XVI. Hat die Vorhand alle Tarock von der XX bis zur XVI in der Hand, kann sie kein normales Spiel ansagen, sondern muss ein Solo spielen. Der gerufene Spieler darf den Besitz der gerufenen Karte nicht frei verlautbaren, kann sich aber durch verschiedene Spielansagen als Partner deklarieren.
Die Vorhand muss zumindest die Tarock rufen, durch deren Besitz ein anderer Spieler zu ihrem Partner wird. Will sie keine weiteren Ansagen mehr machen, sagt sie „Weiter“, und die anderen Spieler können reihum ihre Ansagen machen. Es können so lange der Reihe nach weitere Ansagen gemacht werden, bis in einer Runde alle Spieler nur noch „Weiter“ gesagt haben.
Die Vorhand spielt immer aus, es wird im Uhrzeigersinn gespielt. Es herrscht Farbzwang und Trumpfzwang, aber kein Stichzwang. Wird eine Farbkarte ausgespielt, müssen alle Spieler diese Farbe zugeben. Hat ein Spieler keine passende Farbkarte (mehr), muss er Tarock spielen. Hat er auch keine Tarock (mehr), kann er eine beliebige (Farb-)Karte zugeben. Tarock können jederzeit ausgespielt werden, außer beim Farbensolo: Hier dürfen Tarock erst gespielt werden, wenn man keine Farbkarten mehr in der Hand hat. Auf eine ausgespielte Tarock muss Tarock zugegeben werden, solange man noch welche hält – hat man keine Tarock (mehr), muss wieder eine Farbkarte zugegeben werden.
Die Tarockkarten sind ständige Trumpfkarten und stechen stets die Farbkarten, ausgenommen beim Farbensolo. Eine höher nummerierte Tarock sticht eine niedrigere. Wie beim Königrufen gibt es auch beim Zwanzigerrufen die Regel, dass beim Zusammentreffen von Sküs, Mond (XXI) und Pagat (I) der Pagat den Stich macht (Kaiser- oder Märchenstich).

### Zusammenwerfen
In manchen Tarockrunden gibt es Regeln für das „Zusammenwerfen“, also das sofortige Abbrechen eines Spiels unmittelbar nach dem Geben. Das Spiel wird nicht gewertet, derselbe Geber teilt ein neues Blatt aus: Hat man keine einzige Tarock in der Hand, muss man zusammenwerfen, hat man als einzige Tarockkarte nur eine der Trull, darf man. Es empfiehlt sich, die Gültigkeit dieser Regel mit den Spielpartnern abzusprechen.

## Die Ansagen
Beim Zwanzigerrufen gibt es folgende Spielmöglichkeiten mit ihren Wertungen:
- Normales Spiel (1 Punkt)
- Farbensolo (Faberln, 4 Punkte)
- Solo (Schwarzer, 4 Punkte – manchmal auch 5 Punkte)

Das Solo überstimmt bei der Ansage das Farbensolo, das bedeutet wenn ein Spieler ein Farbensolo ansagt und ein anderer ein Solo, wird das Solo gespielt.
Dazu gibt es eine Reihe von Prämien, die angesagt oder still gespielt bzw. erzielt werden können:
- Absolut (1 Punkt wenn still gespielt, 2 Punkte wenn angesagt)
- Pagat Ultimo (1 Punkt wenn still gespielt, 2 Punkte wenn angesagt)
- Valat (6 Punkte - oder auch 6facher Spielwert oder 12facher Spielwert bei Ansage)

Alle Prämien können von allen Spielern angesagt werden, wobei dann „dazu“ oder „dagegen“ angesagt werden muss, also ob mit oder gegen die Vorhand gespielt wird. Bei der Ansage eines „Pagat Ultimo dagegen“ muss außerdem ein „Kontra“ auf das Spiel mit angesagt werden (bei „Absolut dagegen“ oder „Valat dagegen“ wird man automatisch auch immer Kontra ansagen).
Angesagte Prämien zählen doppelt. Wird eine angesagte Prämie nicht erreicht, zählt sie für den Gegner. Still gespielte und verlorene Prämien werden – aus offensichtlichen Gründen; jedes Spiel, in dem eine Partei verliert, aber mehr als 32 Punkte erzielt, würde sonst wegen des verlorenen stillen Absolut mit 0 Punkten gezählt – nicht gewertet, mit Ausnahme des Pagat Ultimo. Wird der Pagat im letzten Stich gespielt und überstochen, wird dies als verlorener stiller Pagat Ultimo gewertet.
Zuletzt gibt es noch die Materialprämien „Trull“ (1 Punkt, wenn ein Spieler Sküs, Mond und Pagat im Blatt hat) und „4 Könige“ (2 Punkte), sowie die Spielprämie „Mond gefangen“ (1 Punkt), wenn der Mond vom Sküs überstochen wurde (auch wenn der Partner gestochen hat, es zählt gegen die Partei, die den Mond verloren hat). Der Märchenstich gilt nicht als Mondfang.
Die Materialprämien werden durch den Besitz des jeweiligen Materials im Eröffnungsblatt gewonnen, nicht durch das Vorhandensein der Karten in den Stichen am Ende des Spiels. Sie müssen nicht angesagt werden, da man damit dem Gegner Informationen über das eigene Blatt verrät, sollten aber bei der Zählung nach dem Spiel reklamiert werden. Nach dem Fangen des Mondes wird eine „doppelte Runde“ gespielt, die nächsten vier Spiele werden doppelt gewertet.

### Die Spiele und Prämien im Einzelnen
Beim Normalen Spiel spielt die Vorhand mit ihrem gerufenen Partner gegen die beiden anderen Spieler. Die Vorhand beginnt mit dem Ausspielen, danach spielt jeweils der Spieler aus, der den vorhergehenden Stich erzielt hat. Es gewinnt die Partei, die mindestens 45 Punkte erzielt hat.
Beim Farbensolo spielt ein Spieler (der Rufer) gegen die anderen drei und muss ebenfalls mindestens 45 Punkte erzielen. Die Tarock zählen bei diesem Spiel nicht als Trumpfkarten, stechen aber untereinander in gewohnter Weise. Der Rufer muss mindestens 5 Farbkarten haben, um ein Farbensolo rufen zu können. Der Spieler, der ausspielt, muss eine Farbkarte spielen, wenn er noch eine solche in der Hand hält. Für alle Spieler gilt nach wie vor Farbzwang. Die einzigen beim Farbensolo gewerteten Prämien sind Valat, Absolut und „4 Könige“. Pagat Ultimo, Trull und Mondfangen werden nicht gewertet. Der Märchenstich gilt hingegen, wenn Tarock gespielt wurde.
Beim Solo spielt der Rufer gegen die anderen drei und muss wieder 45 Punkte erreichen, wobei Tarock wie beim normalen Spiel als Trumpf gelten. Beim Solo werden bei der Abrechnung alle Prämien doppelt gewertet.
Absolut bedeutet, dass eine Partei nicht mehr als 32 Punkte erzielt hat. Dies kann entweder angesagt werden oder sich erst im Lauf des Spiels ergeben. Bei angesagtem Absolut wird es allerdings als Verlust gegen die rufende Partei gewertet, wenn die andere Partei nicht „absolut ist“.
Bei Pagat Ultimo verpflichtet sich der Rufer, mit dem Pagat den letzten Stich zu machen. Der Pagat Ultimo gilt nur dann als gewonnen, wenn der Pagat im letzten Stich gespielt wird und selbst den Stich macht – ein Überstechen des Pagats durch den Partner gilt als verloren. Ebenso ist der Pagat Ultimo verloren, wenn der Pagat bereits vor dem letzten Stich gespielt werden muss, unabhängig, ob er dabei überstochen wird oder den Stich gewinnt. Beim Farbensolo ist ein Pagat Ultimo nicht zulässig und wird auch nicht still gewertet.
Valat bedeutet, dass eine Partei alle Stiche macht. Nach manchen Regelwerken hebt Valat alles andere auf, das heißt, es wird sonst keine andere Prämie gewertet.
Kontra sowie alle Steigerungen (Retour/Rekontra, Supre, Resupre) können auf das Spiel sowie auf alle angesagten Prämien unabhängig voneinander angesagt werden. Es ist also möglich, z. B. nur auf einen zu einem normalen Spiel dazu angesagten Pagat Ultimo kontra zu geben, das Spiel selbst aber nicht zu kontrieren.

## Die Abrechnung
Grundsätzlich werden alle Ansagen und Prämien separat abgerechnet. Ein Spielverlauf könnte also z. B. so aussehen:
1. Vorhand: XIX weiter!
2. Spieler 2: Kontra absolut!
3. Spieler 3: Kontra auf absolut!
4. Spieler 4: Pagat dagegen!
5. Vorhand: Kontra auf Pagat!

Alle Spieler sagen dann „weiter“, das Spiel beginnt.
Es spielt also nun die Vorhand mit Spieler 3 sowie Spieler 2 mit Spieler 4. Spieler 4 hat sich zum Pagat Ultimo verpflichtet, dieser zählt als angesagte Prämie doppelt. Spieler 2 und 4 müssen außerdem verhindern, dass Vorhand und Spieler 3 mehr als 32 Punkte erzielen.
Das Spiel endet damit, dass Vorhand und Spieler 3 40 Punkte erzielen, und Spieler 4 mit dem Pagat den letzten Stich macht.
Es zählt nun das verlorene Spiel doppelt wegen Kontra (2 Punkte), das verlorene angesagte Absolut ebenfalls doppelt wegen Kontra auf Absolut (4 Punkte) und der angesagte, kontrierte und gewonnene Pagat 4 Punkte. Vorhand und Spieler 3 gewinnen 4 Punkte wegen der gescheiterten Absolutansage von 2, verlieren aber das Spiel mit 2 und den Pagat mit 4 Punkten. Das Spiel endet somit mit einem Nettoergebnis von 2 Punkten für Spieler 2 und 4.
Da jeder Spieler für sich alleine abrechnet, werden beiden Gewinnern je 2 Punkte gutgeschrieben und beiden Verlierern je 2 Punkte abgezogen. Bei einem Solospiel spielt der Solospieler alleine gegen die drei anderen, er erhält von bzw. zahlt an alle drei den Wert des Spiels.
Jede Ansage eines Spielers gilt immer für seine Partner in gleicher Weise. Spielt ein Spieler ein Solo und einer der anderen gibt Kontra, zählt das Spiel auch für die beiden anderen doppelt.

## Wesentliche Unterschiede zum Königrufen
- Zwanzigerrufen wird mit deutlich weniger (14) Karten und ohne Talon gespielt. Das Spiel wird dadurch schneller, und die Chancen einer Ansage sind leichter einzuschätzen. Dafür gibt es bei den Spielen keine Unterscheidung in mit/ohne Talon.
- Die Vorhand kann beim Zwanzigerrufen keine speziellen Vorhandspiele ansagen, abgesehen vom normalen Spiel (Königrufen: Zusätzlich Trischaken und Sechserdreier).
- Es gibt beim klassischen Zwanzigerrufen keine Negativspiele (Königrufen: Bettler und Piccolo sowie deren Ouvert-Varianten). In manchen Spieldialekten jedoch wird z. B. das Trischaken auch im Zwanzigerrufen für eine größere Variantenvielfalt eingebaut.
- Es gibt nur den Pagat Ultimo als Besserrufer (Königrufen: II, III und IIII machen den zweit-, dritt- und viertletzten Stich).
- Vereinfachte Zählung der Stichwerte.
- Es wird im Uhrzeigersinn gegeben und gespielt.